# Замошье (Сокольский район)
Замошье — деревня в Сокольском районе Вологодской области. Входит в состав городского поселения город Кадников (с 1 января 2006 года по 30 мая 2013 года была центром сельского поселения Замошское), с точки зрения административно-территориального деления — центр Замошского сельсовета.

## География
Расстояние до районного центра Сокола по автодороге — 36 км, до центра муниципального образования Кадникова по прямой — 12 км. Ближайшие населённые пункты — Пардеево, Сенино, Телячье, Яковлево.

## История
В 1961 году указом Президиума Верховного Совета РСФСР деревня Вралово переименована в Замошье.

## Население
| 2010 |
| ---- |
| 231  |

В деревне Замошье расположена Церковь Покрова Пресвятой Богородицы — памятник архитектуры.
- Церковь Покрова
- Роспись столпов
- Барабан церкви Покрова